# حسين عباس (ممثل)
حسين عباس (1966 -) ممثل سوري من مواليد مدينة اللاذقية، أحد أهم أعماله مشاركته بدور الشرطي (حسان) في المسلسل الكوميدي ضيعة ضايعة والندم 2016 ومسلسل سوبر فاميلي الجزء الأول والثاني بدور (أبو الخير)، كما يعمل في المسرح وهو أحد مؤسسي مسرح نقابة المعلمين في اللاذقية. يشغل منصب رئيس فرع نقابة الفنانين لمحافظة اللاذقية.

## أعماله
- باب الحارة 13 (2023)
- كسر عضم (2022)
- عن الهوى والجوى (2019)
- مسافة أمان (2019)
- كونتاك (2019)
- ناس من ورق (2019)
- كرم منجل (2019)
- الواق واق (2018)
- أهل الغرام 3 (2017)
- شوق (2017)
- بقعة ضوء 13 (2017)
- تنذكر وما تنعاد (2017)
- أزمة عائلية (2017)
- الندم (2016)
- دومينو (2016)
- جدي بحر (2014)
- باب المراد (2014)
- حدود شقيقة (2013)
- المفتاح (2011)
- ضيعة ضايعة 2 (2010)
- رايات الحق (2010)
- حضارة العرب 2 (2010)
- صدق وعده (2009)
- آخر أيام الحب (2009)
- على موج البحر (2009)
- ضيعة ضايعة (2008)
- ظل المحارب (2008)
- شركاء يتقاسمون الخراب (2008)
- أبناء الرشيد: الأمين والمأمون (2006)
- قرن الماعز (2005)
- الهارب (2005)
- الحجاج (2003)
- كوابيس منتصف الليل (2003)
- زمان الوصل (2002)
- سر الكنز (2001)
- البواسل (2000)
- رمح النار (1999)
- ياقوت (1998)
- جواد الليل (1999)
- الخطوات الصعبة (1995)

## أفلامه
- درب السماء (2019)
- مسافرو الحرب (2018)
- مطر حمص (2017)

## مسرحياته
- جلجامش (2003)
- رياح الحرق (2003)
- حكايا الملوك (1998)